# Молния (бронепоезд)
Бронепоезд № 152 «Молния» — лёгкий бронепоезд (бронелетучка) Красной армии, построенный в апреле 1918 года рабочими Курского вагонного депо.

## Состав бронепоезда
- Паровоз
- Три угольных полувагона на тележках «Фокс-Арбель», обшитых изнутри толстыми досками (пространство между стенками засыпано песком) и перекрытых деревянными шпалами. В стенках вагонов проделаны бойницы, не перекрытии установлены пулемёты.
- Три пассажирских вагона для команды

## История службы
В сентябре 1918 года в Царицынском депо паровоз и вагоны обшили металлическими листами, после чего бронепоезд до февраля 1919 года участвовал в боях на Царицынском фронте.

На участке Лог — Липки 28 ноября, в 14 часов, противник значительными силами перешел в наступление. Наши части, не выдержав натиска, вынуждены были отступить, но наш бронепоезд «Молния», заехав в тыл противника, открыл артиллерийский, пулеметный и бомбометный огонь. Противник в панике бежал. Командир «Молнии» товарищ Белогрудов, прекратив огонь, скомандовал бегущим: «Сдавайтесь, иначе всех перестреляю». Часть команды бронепоезда бросилась догонять убегавших. Кадеты, поднимая руки вверх, кричали: «Товарищи, сдаемся», подходили к броневику (Из оперативной сводки 10-й армии).

В августе-сентябре 1919 года участвовал в боях в Курской губернии.
В ноябре 1919 года в составе 9-й стрелковой дивизии участвовал в освобождении Курска.
В январе 1921 года участвовал в боях с отрядами Нестора Махно в районе Белгорода.